# Pilot (Grimm)
«Pilot» (sin un título en particular) es el primer episodio de la primera temporada de la serie de televisión estadounidense Grimm. Escrito por David Greenwalt en conjunto con Jim Kouf y David Carpenter. Mark Buckland estuvo a cargo de la dirección. El episodio se estrenó originalmente el 28 de octubre de 2011 por la cadena de televisión NBC. En América Latina y Brasil el episodio se estrenó el 21 de noviembre de 2011 por Unniversal Channel. 
En este episodio el detective de homicidios Nick Burkhardt descubre que es el descendiente de un antiguo linaje de cazadores de criaturas sobrenaturales llamados Grimm, luego de una revelación por parte de su tía Marie, la mujer que lo crio. Sorprendido por la verdad de su familia, Nick luchara por cumplir su legado sin abandonar su vida normal junto a su novia, amigos y su trabajo.

## Argumento
Después de ser llamado para resolver el misterioso asesinato de una chica mutilada en los bosques de Oregon, la vida del detective Nick Burkhardt cambia por siempre cuando su misteriosa tía Marie Kessler le revela que es el descendiente de los "Grimms", unos caza monstruos con la habilidad especial de "ver" las criaturas ocultas en el mundo que han sido retratadas por el paso de los años en los reconocidos cuentos de hadas. 
 Dado que su tía ha caído en un estado de coma, resultado de haber sido atacada por un monstruo, Nick debe averiguar la verdad por su cuenta y resolver el caso del asesino del bosque que parece ser una de las mitológicas criaturas que en algún otro tiempo eran solo un mito para él y que es el responsable de la desaparición de una niña. Usando su poder para "reconocer" a las criaturas ocultas en la sociedad. Nick conoce a Monroe un reformado Lobo feroz que le confirma que el sospechoso detrás de los asesinatos en efecto es uno de su especie un Blutbad y usando sus instintos guía al detective hasta el hogar del lobo, pero se rehúsa a seguir ayudándolo al considerar que podría sucumbir ante sus instintos. 
 Nick recurre a la ayuda de su compañero Hank Griffin y lo trae hasta la casa del sospechoso a quien logran detener de asesinar a la niña secuestrada. Tras salir victorioso del caso Nick va a visitar a su tía con la esperanza de encontrarla recuperada, pero solo detiene a una criatura que quería asesinarla.

## Elenco
- David Giuntoli como Nick Burkhardt.
- Russell Hornsby como Hank Griffin.
- Bitsie Tulloch como Juliette Silverton.
- Silas Weir Mitchell como Eddie Monroe.
- Sasha Roiz como el capitán Renard.
- Reggie Lee como el sargento Wu.

## Producción
El argumento del cuento está basado en el relato Caperucita Roja un cuento de hadas escrito por los hermanos Grimm. 

### Música
Richard Marvin produjo la música del episodio:
- Sweet Dreams de Eurythmics

- Sweet Dreams de Marilyn Manson

### Continuidad
- Nick descubre que es un Grimm y que tiene un deber ancestral que cumplir.
- El detective conoce a Monroe, un lobo feroz reformado.
- El capitán Renard se revela como un aliado de las criaturas de los cuentos, pero no está claro si es o no una criatura también.